# Der Schweizerische Robinson
Der Schweizerische Robinson oder Schweizerischer Robinson, im englischen Sprachraum als Swiss Family Robinson bekannt, im Tschechischen als Švýcarský Robinson und im Französischen als Le Robinson suisse, ist ein literarisches Werk und eine Robinsonade: eine Adaption des Romans Robinson Crusoe von Daniel Defoe.

## Entstehung
Der Berner Stadtpfarrer Johann David Wyss verfasste die Geschichte in den Jahren 1794 bis 1798 und erzählte sie seinen vier Kindern. Einer seiner Söhne, Johann Rudolf Wyß, hat sie dann für die Veröffentlichung vorbereitet.
Der erste Teil des schweizerischen Robinsons erschien im Jahre 1812 unter dem Titel Der Schweizerische Robinson oder der schiffbrüchige Schweizer-Prediger und seine Familie. Ein lehrreiches Buch für Kinder und Kinder-Freunde zu Stadt und Land (der zweite bis vierte Teil erschienen 1813, 1826 bzw. 1827). Das Buch stellt sich als bunte Mischung aus Lehrbuch und Abenteuerroman dar. In ihm erfährt der Leser Näheres über die Besonderheiten der Sonne am Äquator, über Wale und andere Tierarten. Insbesondere die frühen Ausgaben waren reich mit Kupferstichen illustriert.
Da das Werk in seiner ursprünglichen Fassung nicht für den Druck bestimmt war, erfuhr es später verschiedene Bearbeitungen, die sich vor allem auf die Kürzung der zahlreichen Exkurse beschränkten. Insbesondere wurde aber die erste französische Ausgabe von der Übersetzerin auf eigene Faust erweitert, da ihr noch nicht alle Kapitel vorlagen.
Die Illustrationen schuf Charles Nicolas Lemercier.

## Inhalt
Zur gestrandeten Familie gehören der Vater, ein Pfarrer, der die Abenteuer erzählt, seine Ehefrau, die vier Knaben Fritz (16 Jahre), Ernst (14 Jahre), Jakob/Jack (12 Jahre) und Franz (9 Jahre) sowie die beiden Doggen Türk und Bill. Sie möchten ein neues Leben auf den Gewürzinseln beginnen. Auf dem Weg nach Australien werden sie mitten im Indischen Ozean infolge eines schweren Sturms schiffbrüchig, können aber noch diverse Gebrauchsgegenstände und Tiere vom Schiff auf eine tropische Insel retten. Hier lernen sie mit den vorhandenen Werkzeugen und mit den auf der Insel entdeckten Dingen umzugehen und diese zu nutzen. So baut sich die Familie ein Baumhaus, lernt jagen und fischen und führt ein einfaches, aber zufriedenes Leben. Nach über zehn Jahren verschlägt es die englische Schiffbrüchige Jenny auf das verlassene Eiland. Sie wird von den Robinsons in die Familie aufgenommen. Einige Zeit später nähert sich der Insel ein englisches Schiff. Die Eltern entschließen sich, mit einem Teil der Kinder auf „Neu-Schweizerland“ zu bleiben und dort alt zu werden. Fritz und Franz trennen sich gemeinsam mit Jenny dagegen von der Familie und reisen nach Europa zurück.

## Stil
Das Buch ist in der Ich-Perspektive geschrieben. Die Kinder bewältigen die enormen Herausforderungen des Alltags bemerkenswert souverän und autonom, was wohl besonders vom minderjährigen Publikum goutiert wurde. Gleichzeitig bewertet der Vater praktisch jede ihrer Handlungen auf betont fromm-moraline Weise, was das Buch in den Augen der zeitgenössischen Erwachsenen wohl besonders „lehrreich“ machte.

### Beispiel
In einer Szene am Anfang des Buches kehrt Fritz von der Jagd mit einer Beute zurück, welche er anfangs hinter seinem Rücken verbirgt, um seine Familie damit zu überraschen. Der Vater kommentiert prompt:
„Du hast also gute Jagd gemacht“, sagte ich ernsthaft, „und hast dir eine Unwahrheit erlaubt. Auch im Scherz solltest Du dies niemals thun; denn jede Unwahrheit befleckt ein offenes Gemüth, und nur zu leicht artet sie in häßliche Züge aus.“
Fritz bereute [...]

## Familienname
Der Familienname wird im Buch nicht explizit erwähnt, insbesondere wird nicht behauptet, dass der Familienname Robinson wäre – stattdessen gibt das Vorwort mancher frühen Ausgaben freimütig zu, dass es sich bei der Geschichte um eine von vielen Kopien der Defoeschen Robinsonade handle. Da das Buch aus der Ich-Perspektive geschrieben ist und als Autor Johann (David und/oder Rudolf) Wyss angegeben ist, muss der Leser davon ausgehen, dass in dem Buch die Abenteuer der Familie Wyss geschildert sind.

## Internationaler Erfolg und Rezeption

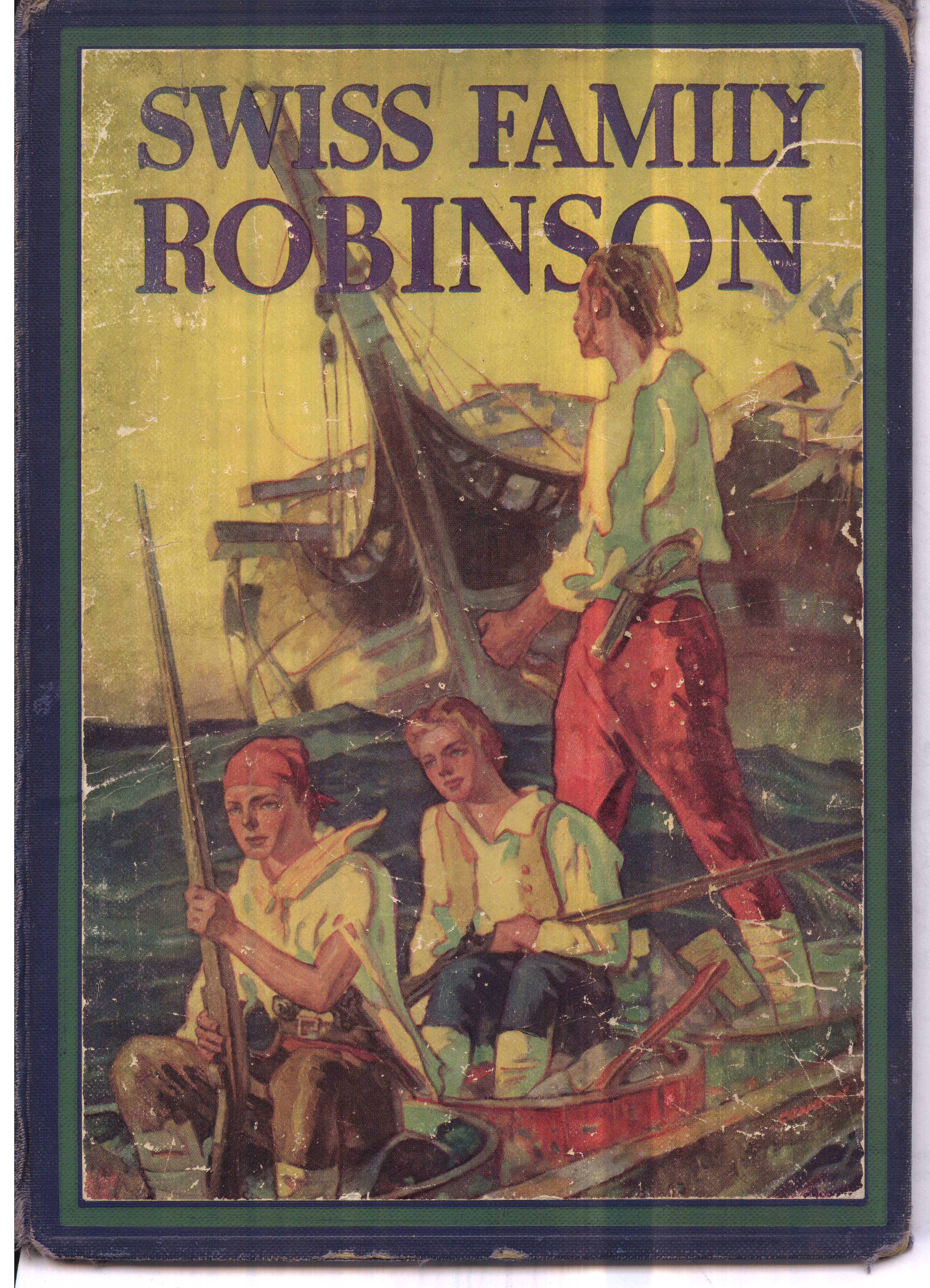
Swiss Family Robinson

Dem Buch war auch außerhalb des deutschsprachigen Raumes ein großer und nachhaltiger Erfolg beschieden. Der Roman hatte Einfluss auf das Schaffen von Jules Verne, der eine Fortsetzung der Geschichte schrieb, die 1900 unter dem Titel Das zweite Vaterland (Seconde Patrie) veröffentlicht wurde. Außerdem ließ sich Verne von diesem Buch zu dem Werk Onkel Robinson, einem unvollendeten Roman aus der Zeit von 1869 bis 1870, und zu seinem Roman Die Schule der Robinsons aus dem Jahr 1882 inspirieren.
Unter den zahlreichen Film-Adaptionen des Stoffes dürfte diejenige von Walt Disney mit dem Titel Dschungel der 1000 Gefahren (Swiss Family Robinson) aus dem Jahr 1960 am bekanntesten sein. Unter der Regie von Ken Annakin spielen darin John Mills, Dorothy McGuire, James MacArthur, Tommy Kirk, Kevin Corcoran und Janet Munro die Hauptrollen.
Das Motiv der gestrandeten Familie, welche sich zusammenrauft und gemeinsam durchschlägt, lieferte auch die Vorlage für die US-amerikanische Fernsehserie Verschollen zwischen fremden Welten (Lost in Space) und deren Netflix-Adaption Lost in Space. Beiden Serien ist gemeinsam, dass die Familie den Namen Robinson trägt. Nippon Animation produzierte 1981 eine 50-teilige Zeichentrickserie basierend auf dem Stoff, die auch in Deutschland als Familie Robinson ausgestrahlt wurde. 1974 wurde eine 26-teilige deutsch-kanadische Fernsehserie Die Schweizer Familie Robinson (The Swiss Family Robinson) und von 1975 bis 1976 wurde eine 20-teilige amerikanische Fernsehserie Die Schweizer Familie Robinson (The Swiss Family Robinson) gedreht, die 1994 auf RTL 2 ausgestrahlt wurde. 1998 entstand die Verfilmung Allein auf der Pirateninsel.
2002 entstand der zweiteilige US-amerikanische Fernsehfilm Schiffbrüchig (Stranded) unter der Regie von Charles Beeson.
Der Schweizerische Robinson ist in dem literarischen Nachschlagewerk 1001 Kinder- und Jugendbücher – Lies uns, bevor Du erwachsen bist! für die Altersstufe 8+ Jahre enthalten.

## Buchausgaben
Es existieren zahlreiche stark gekürzte oder neu nacherzählte Bearbeitungen des Originaltextes.
- Johann David Wyss: Der Schweizerische Robinson. Mit Illustrationen von Charles Nicolas Lemercier. 13. Original-Ausgabe. Orell Füssli, Zürich 1975, ISBN 3-280-00797-6. (Originalgetreueste Fassung.)[6]
- Der schweizerische Robinson. Von Johann David Wyss. Nacherzählt von Peter Stamm. Willi Glasauer (Bilder), Peter von Matt (Nachwort). S. Fischer, Frankfurt am Main 2012, ISBN 978-3-596-85507-0.
- Der schweizerische Robinson oder der Schiffbrüchige Schweizer-Prediger und seine Familie. AB – Die Andere Bibliothek, Berlin 2016, ISBN 978-3-8477-0383-9.